# 弗米利恩 (南达科他州)
弗米利恩（英語：Vermillion）是美国南达科他州下属的一座城市。根据2010年美国人口普查，该市有人口10,571人。2011年估计该市人口约有10,706人，年增长率为1.28%。